# HF-DF

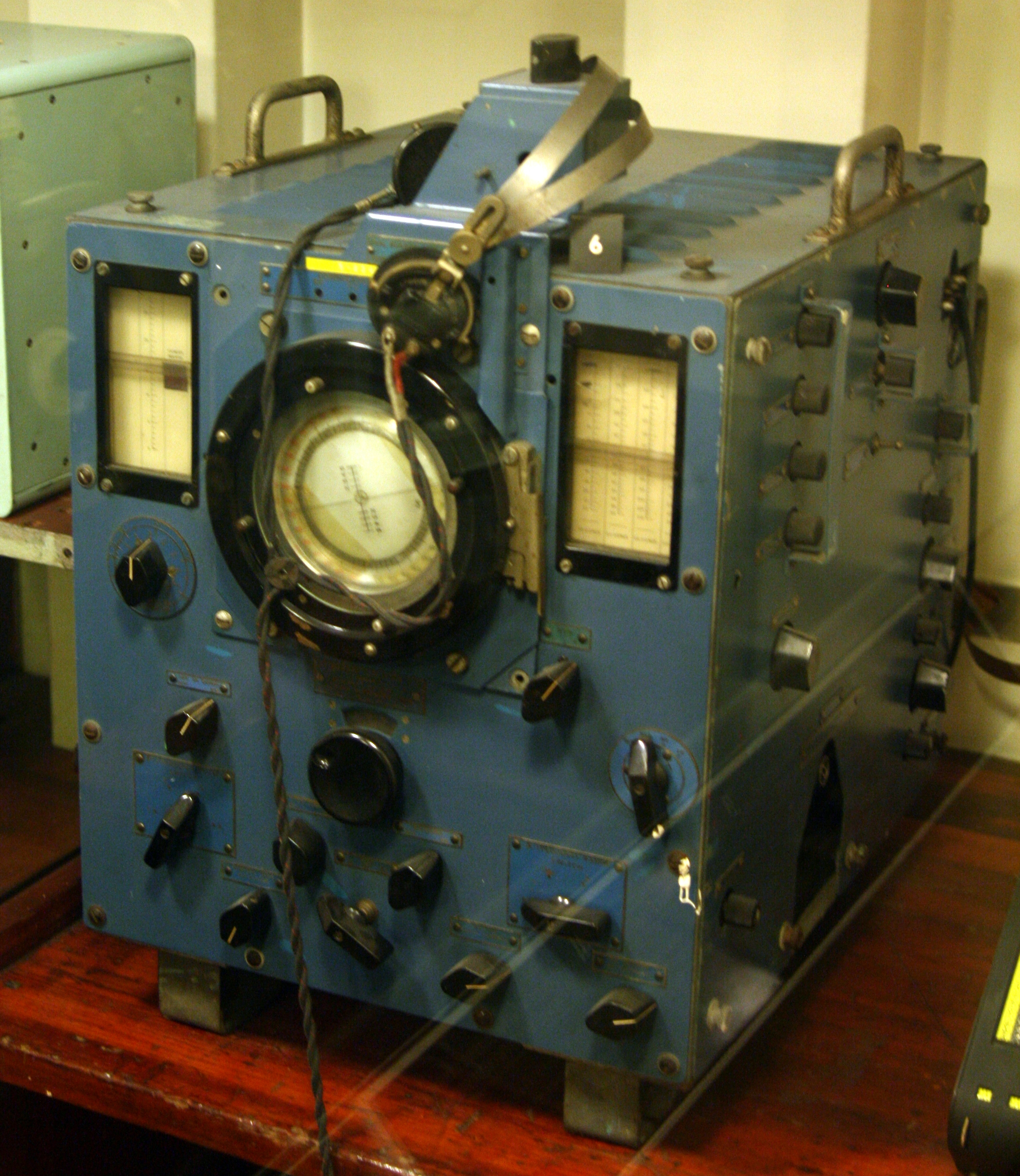
Equipo de HF-DF del barco museo HMS Belfast

El HF-DF (siglas en inglés de High-frequency direction finding), también conocido como Huff-Duff, fue un sistema de radiogoniometría utilizado por la Marina Real Británica durante la Segunda Guerra Mundial para localizar a los submarinos alemanes. Junto con otras innovaciones como el Foco Leigh, el magnetrón o el torpedo autodirigido aerotransportado, fue clave para la victoria aliada en la batalla del Atlántico.

## Historia
Las fuerzas navales y aéreas aliadas aplicaron una serie de mejoras para poder localizar y hundir los U-boat alemanes que atacaban los convoyes que atravesaban el océano Atlántico con todo tipo de suministros para Gran Bretaña. Una de esas mejoras fue el sistema HF-DF de localización por medio de ondas radioeléctricas.
El radiogoniómetro HF-DF fue situado inicialmente por el Almirantazgo británico en la costa este de Inglaterra para localizar las emisiones de radio alemanas del otro lado del Canal de la Mancha, pero gracias a la reducción de su tamaño a partir de 1943 se pudo instalar en los buques de guerra encargados de la guerra antisubmarina. El sistema, que los marineros llamaron Huff-Duff, era sencillo y fiable pues determinaba el punto del que procedían las señales de radio de un submarino alemán cercano y podía captar los mensajes hasta una distancia de 15 millas. El contenido de los mismos era enviado a Bletchley Park donde eran descifrados mediante el sistema Ultra.
Gracia al sistema HF-DF los buques de escolta de los convoyes podían reforzar el flanco amenazado por los submarinos alemanes e informar de sus posiciones al Almirantazgo británico que podía decidir cambiar el rumbo del convoy o destinar más apoyo naval y aéreo, o las dos cosas a la vez. Por este motivo se ha considerado al sistema HF-DF como «decisivo» en la victoria aliada en la batalla del Atlántico.